# Emperor Magus Caligula
Pour les articles homonymes, voir Caligula (homonymie) et Broberg.
Emperor Magus Caligula (de son nom de naissance Magnus « Masse » Broberg) est un chanteur suédois de metal extrême, né le 23 mai 1973 à Ludvika (Suède). 
Il est connu pour avoir été le chanteur et parolier du groupe de black metal Dark Funeral entre 1995 et 2010. Il a aussi été le chanteur du groupe de death metal Demonoid, en remplacement de Christofer Johnsson. Il était le chanteur d'Hypocrisy et aussi dans d'autres groupes de metal extrême. 
Il a également posé sa voix pour la formation suédoise de black metal, Sportlov et à la formation suédoise death metal The Project Hate MCMXCIX.